# Minysicya caudimaculata
Minysicya caudimaculata är en fiskart som beskrevs av Helen K. Larson 2002. Minysicya caudimaculata ingår i släktet Minysicya och familjen smörbultsfiskar. Inga underarter finns listade i Catalogue of Life.